# Janine Tavernier
Janine Tavernier-Louis (Puerto Príncipe, 23 de marzo de 1935-Tampa, 27 de febrero de 2019) era una escritora haitiana.

## Biografía
Cursó primaria y secundaria en la École du Sacré-Cœur de Turgeau y se casó muy joven con Gervais A. Louis con quien tuvo cinco hijos y se estableció en Estados Unidos.
Estudió lengua y literatura francesas en la Universidad Estatal de San Francisco y la Universidad de Nueva York doctorándose en la Universidad de California en Davis.
Trabajó luego como profesora y se retiró en 2007.

## Obras

### Poesía
- 1961 ː Ombres ensoleillées
- 1962 ː Sur mon plus petit doigt
- 1963 ː Splendeur
- 1982 ː Naïma, fille des dieux
- 2010 ː Sphinx du laurier rose
- 2014 ː Ombre ensoleillée y Splendeur.

### Novela
- 2000 ː Fleurs de muraille
- 2007 ː La Gravitante

### Ensayo
- 2002 ː Une Tentative de morphologie du conte haïtien